# C9 엔터테인먼트의 음반
이 문서는 C9 엔터테인먼트에서 발매한 음반 목록이다.

## 2010년대
- 2012년 3월 27일 루고 - [Digital Single] 편지
- 2012년 7월 3일 윤하 - Supersonic
- 2012년 9월 17일 윤하 - 신의 OST Part.4[1]
- 2013년 3월 22일 윤하 - [Digital Single] 아니야[2]
- 2013년 4월 9일 윤하 - 직장의 신 OST Part.2
- 2013년 5월 2일 윤하 - Just Listen
- 2013년 5월 13일 R-est - [Digital Single] 보고싶어
- 2013년 5월 15일 루고 - [Digital Single] 이보다 좋을 순 없죠
- 2013년 7월 3일 R-est - [Digital Single] City Of Dream
- 2013년 8월 8일 올티 - [Digital Single] 빨라
- 2013년 8월 19일 JJK - [Digital Single] Thank You,Summer[3]
- 2013년 11월 7일 올티 - [Digital Single] 올라
- 2013년 12월 6일 윤하 - Subsonic
- 2014년 1월 3일 윤하 - [Digital Single] 없어
- 2014년 1월 15일 윤하 - 별에서 온 그대 OST Part.3
- 2014년 1월 23일 송희진 - [Digital Single] 슈퍼히트 서울송[4]
- 2014년 4월 9일 소울다이브 - [Digital Single] Show Me The Money 3[5]
- 2014년 5월 29일 윤하 - [Digital Single] 달리 함께[6]
- 2014년 6월 9일 윤하 - [Digital Single] 강승원 1집 만들기 프로젝트 Part.2:Him[7]
- 2014년 6월 13일 윤하 - [Digital Single] All-Day,Everyday[8]
- 2014년 6월 27일 치타 - CHEETAH ITSELF
- 2014년 7월 2일 윤하 - [Digital Single] 우산[9]
- 2014년 8월 6일 올티 - 쇼미더머니3 올티 VS 육지담[10]
- 2014년 8월 19일 루고 - [Digital Single] Walk
- 2014년 8월 21일 올티 - 쇼미더머니3 BOBBY VS 올티[11]
- 2014년 10월 7일 윤하 - [Digital Single] 내 마음이 뭐가 돼
- 2014년 11월 4일 올티 - OLL`Skool[12]
- 2014년 12월 2일 소울다이브 - SIN
- 2014년 12월 31일 윤하 - 피노키오 OST Part.7
- 2015년 1월 23일 JJK - 고결한 충돌 (Noble Collision)
- 2015년 2월 13일 치타 - 언프리티 랩스타 Track 3[13]
- 2015년 2월 25일 올티 - 졸업
- 2015년 3월 27일 치타 - 언프리티 랩스타 Track 6[14]
- 2015년 5월 25일 윤하 - 후아유 - 학교 2015 OST Part.5
- 2015년 5월 27일 드럭 레스토랑 - 일탈다반사
- 2015년 7월 5일 윤하 - 심야식당 OST Part.1
- 2015년 7월 28일 JJK - [Digital Single] THNK U SMMR II
- 2015년 8월 3일 치타 - [Digital Single] My Number
- 2015년 8월 10일 송희진 - 심야식당 OST Part.5[15]
- 2015년 8월 17일 루고 - [Digital Single] My Foot
- 2015년 10월 2일 송희진 - [Digital Single] 너에게 닿기까지[16]
- 2015년 10월 14일 윤하 - View
- 2015년 10월 23일 올티,루고,JJK - [Digital Single] SRS 2015[17]
- 2015년 11월 11일 윤하 - [Digital Single] 널 생각해
- 2015년 11월 12일 JJK - PROJECT COMPOUND
- 2015년 12월 10일 윤하 - [Digital Single] 허세
- 2015년 12월 10일 윤하 - [Digital Single] 작은 인형 (수신학원 아르피엘 세실 테마송)
- 2015년 12월 18일 치타 - [Digital Single] Star Wars
- 2015년 12월 30일 올티 - [Digital Single] 무중력
- 2016년 2월 10일 윤하, 정준영 - [Digital Single] 투유 프로젝트 - 슈가맨 Part.17
- 2016년 2월 17일 치타 - [Digital Single] 투유 프로젝트 - 슈가맨 Part.18[18]
- 2016년 2월 24일 정준영 - [Digital Single] 공감
- 2016년 2월 29일 조덕환 - [Digital Single] Fire In The Rain
- 2016년 2월 29일 치타 - [Digital Single] Girl Crush[19]
- 2016년 3월 22일 쟈코비플래닛 - The Creative Partner
- 2016년 4월 23일 정준영 - 기억 OST Part.3
- 2016년 5월 27일 드럭 레스토랑 - Drug Restaurant
- 2016년 6월 13일 윤하 - [Digital Single] 알아듣겠지
- 2016년 6월 16일 피아 - [Digital Single] SHINE
- 2016년 6월 18일 주니엘 - 미녀 공심이 OST Part.6[20]
- 2016년 6월 24일 바이바이배드맨 - [Digital Single] Genuine
- 2016년 6월 27일 윤하 - 닥터스 OST Part.2
- 2016년 7월 6일 주니엘 - [Digital Single] 물고기자리
- 2016년 7월 21일 피아 - [Digital Single] 자오선
- 2016년 7월 26일 피아 - 싸우자 귀신아 OST Part.2
- 2016년 7월 27일 정준영 - W OST Part.1
- 2016년 8월 12일 윤하 - 갓 오브 하이스쿨 게임 OST
- 2016년 9월 2일 윤하 - 신데렐라와 네 명의 기사 OST Part.5
- 2016년 10월 2일 올티 - [Digital Single] GBPG
- 2016년 10월 6일 주니엘 - 쇼핑왕 루이 OST Part.3
- 2016년 10월 25일 치타 - [Digital Single] Not Today
- 2016년 11월 30일 주니엘 - [Digital Single] DALKOMM 어느 별에서 왔니[21]
- 2016년 12월 26일 쟈코비플래닛 - [Digital Single] Love & Peace
- 2017년 1월 13일 치타 - [Digital Single] Style Diet
- 2017년 1월 25일 피아 - [Digital Single] Storm Is Coming (1Piece Mix)
- 2017년 1월 27일 치타 - [Digital Single] Blurred Line
- 2017년 2월 2일 피아 - PIA 15years
- 2017년 2월 7일 정준영 - 1인칭
- 2017년 3월 9일 배진영 - [Digital Single] 나야 나 (PICK ME)[22]
- 2017년 4월 6일 JJK - The Alley Cats
- 2017년 4월 21일 쟈코비플래닛 - [Digital Single] Midnight Drive
- 2017년 5월 6일 배진영 - [Digital Single] 나야 나 (PICK ME) (Piano Ver.)[23]
- 2017년 6월 9일 윤하 - 최고의 한방 OST Part.2[24]
- 2017년 7월 19일 윤하 - [Digital Single] Take Five
- 2017년 8월 4일 드럭 레스토랑 - Pomade
- 2017년 8월 7일 치타 - [Digital Single] Don`t Speak[25]
- 2017년 8월 8일 주니엘 - [Digital Single] Last Carnival[26]
- 2017년 8월 22일 정준영 - 왕을 사랑한다 OST Part.6
- 2017년 8월 24일 윤하 - [Digital Single] 티가나[27]
- 2017년 8월 30일 굿데이 - ALL DAY GOOD DAY
- 2017년 10월 13일 굿데이 - [Digital Single] THE UNI+ 마이턴 (My turn)[28]
- 2017년 10월 22일 윤하 - 변혁의 사랑 OST Part.2
- 2017년 10월 27일 굿데이 - [Digital Single] THE UNI+ Shine[29]
- 2017년 10월 31일 송희진 - 이번 생은 처음이라 OST Part.6
- 2017년 10월 31일 주니엘 - Ordinary Things
- 2017년 11월 5일 정준영 - 안단테 OST Part.4
- 2017년 12월 11일 윤하 - [Digital Single] 종이비행기 (Hello)[30]
- 2017년 12월 27일 윤하 - RescuE
- 2018년 1월 1일 드럭 레스토랑 - [Digital Single] Her
- 2018년 1월 10일 주니엘 - 로봇이 아니야 OST Part.5
- 2018년 1월 12일 치타 - [Digital Single] 비틀비틀
- 2018년 1월 14일 럭키, 비바, 지원,송희진 - [Digital Single] THE UNI+ G STEP 1
- 2018년 2월 10일 지원 - [Digital Single] THE UNI+ FINAL
- 2018년 2월 28일 치타 - 28 Identity
- 2018년 3월 29일 윤하 - 추리의 여왕 시즌 2 OST Part.5
- 2018년 3월 29일 정준영 - [Digital Single] 피앙새
- 2018년 4월 13일 쟈코비플래닛 - [Digital Single] Someday
- 2018년 5월 14일 윤하 - [Digital Single] Eden_Stardust.01[31]
- 2018년 8월 9일 주니엘 - 당신의 하우스헬퍼 OST Part.5
- 2018년 8월 31일 드럭 레스토랑 - [Digital Single] 403
- 2018년 12월 14일 윤하 - [Digital Single] 느린 우체통
- 2019년 1월 24일 이석훈 - [Digital Single] 사랑하지 말아요
- 2019년 2월 26일 주니엘 - [Digital Single] 삐뚤빼뚤
- 2019년 3월 8일 치타 - 킬빌 3rd Stage[32]
- 2019년 3월 21일 금동현, 이재빈 - [Digital Single] _지마 (X1-MA)[33]
- 2019년 4월 2일 이석훈 - [Digital Single] 완벽한 날
- 2019년 4월 26일 배진영 - [Digital Single] 끝을 받아들이기가 어려워
- 2019년 5월 3일 치타 - [Digital Single] 비행
- 2019년 7월 2일 윤하 - Stable Mindset
- 2019년 7월 23일 CIX - HELLO Chapter 1. Hello, Stranger
- 2019년 8월 21일 이석훈 - 신입사관 구해령 OST Part.3
- 2019년 10월 8일 윤하 - 조선로코 - 녹두전 OST Part.2
- 2019년 10월 24일 이석훈 - [Digital Single] 우리 사랑했던 추억을 아직 잊지 말아요
- 2019년 10월 29일 주니엘 - 유령을 잡아라 OST Part.2
- 2019년 11월 19일 CIX - HELLO Chapter 2. Hello, Strange Place

## 2020년대
- 2020년 1월 6일 윤하 - Unstable Mindset
- 2020년 1월 23일 시적화자 - 시적허용
- 2020년 2월 4일 시그니처 - [Digital Single] NUN NU NAN NA
- 2020년 2월 22일 윤하 - [Digital Single] 투유 프로젝트 - 슈가맨3 Part.11[34]
- 2020년 2월 27일 이석훈 - 포레스트 OST Part.3
- 2020년 3월 21일 윤하 - [Digital Single] [Vol.51] 유희열의 스케치북 : 스물여덟 번째 목소리
- 2020년 4월 1일 주니엘 - 어서와 OST Part.4
- 2020년 4월 1일 CIX - [Japan Digital Single] Revival
- 2020년 4월 7일 시그니처 - [Digital Single] ASSA
- 2020년 4월 21일 시적화자 - 반의반 OST Part.4
- 2020년 7월 7일 CIX - [Digital Single] WIN
- 2020년 7월 8일 이석훈 - [Digital Single] 내가 네게 하나 바라는 건
- 2020년 8월 4일 윤하 - [Digital Single] Walking In The Rain[35]
- 2020년 8월 6일 DOKO - 악의 꽃 OST Part.1
- 2020년 9월 22일 시그니처 - Listen And Speak
- 2020년 9월 22일 주니엘 - 연애는 귀찮지만 외로운 건 싫어! OST Part.5
- 2020년 9월 25일 배진영 - [Digital Single] 2020 헤리티지 프로젝트[36]
- 2020년 10월 27일 CIX - HELLO Chapter 3. Hello, Strange Time
- 2020년 12월 2일 DOKO - 나를 사랑한 스파이 OST Part.6
- 2020년 12월 6일 시적화자 - 수필(隨筆)f
- 2020년 12월 23일 이석훈 - [Digital Single] [Tint ; 004] Christmas Red[37]
- 2020년 12월 30일 이석훈 - [Digital Single] 故김현식 30주기 헌정앨범 “추억 만들기” Part.4[38]
- 2021년 1월 26일 시적화자 - 7일만 로맨스2 OST Part.2
- 2021년 2월 2일 CIX - HELLO Chapter Ø. Hello, Strange Dream
- 2021년 2월 8일 윤하 - [Digital Single] 서른 밤째 (바른연애 길잡이 X 윤하 (YOUNHA))
- 2021년 3월 24일 DOKO - 시지프스 OST Part.5
- 2021년 4월 14일 CIX - [Japan Digital Single] All For You
- 2021년 5월 13일 이석훈 - [Digital Single] 그대를 사랑하는 10가지 이유 (2021)[39]
- 2021년 6월 8일 EPEX - BIPOLAR Pt.1 : 불안의 서
- 2021년 7월 1일 CIX - [Digital Single] TESSERACT (Prod. 후이, Minit)
- 2021년 8월 17일 CIX - 'OK' Prologue : Be OK
- 2021년 10월 26일 EPEX - BIPOLAR Pt.2 : 사랑의 서
- 2021년 11월 16일 윤하 - END THEORY
- 2021년 11월 30일 시그니처 - Dear Diary Moment
- 2022년 1월 1일 DOKO - [Digital Single] 날 사랑하지 말아요
- 2022년 3월 24일 이석훈 - 같은 자리
- 2022년 3월 30일 윤하 - END THEORY : Final Edition
- 2022년 3월 30일 CIX - [Japan] Pinky Swear
- 2022년 4월 11일 EPEX - 불안의 서 Chapter 1. ‘21st Century Boys’
- 2022년 6월 30일 윤하 - [Digital Single] 비 오는 날 듣기 좋은 노래
- 2022년 7월 11일 이석훈 - [Digital Single] 바보에게 바보가 (웹툰 '연애의 발견' X 이석훈)
- 2022년 8월 22일 CIX - 'OK' Episode 1 : OK Not
- 2022년 9월 17일 CIX - 싱포레스트2 (사랑)[40]
- 2022년 10월 26일 EPEX - 사랑의 서 Chapter 1. Puppy Love
- 2022년 11월 7일 이석훈 - [Digital Single] Alive
- 2022년 11월 16일 윤하 - [Digital Single] 편지 (영화 '동감' X 윤하 (YOUNHA))
- 2022년 12월 7일 윤하,이석훈,시그니처,CIX,EPEX - [Digital Single] 2022 C9 Christmas
- 2023년 1월 17일 시그니처 - My Little Aurora
- 2023년 4월 26일 EPEX - 사랑의 서 Chapter 2. 성장통
- 2023년 5월 10일 윤하 - Mindset
- 2023년 5월 20일 윤하 - [Digital Single] Thanks To
- 2023년 5월 22일 이석훈 - [Digital Single] Good Day (여름날 우리 X 이석훈)
- 2023년 5월 28일 EPEX - [Digital Single] K-909 : 잘자요 굿나잇
- 2023년 5월 29일 CIX - 'OK' Episode 2 : I'm OK
- 2023년 8월 29일 시그니처 - 그해 여름의 우리
- 2023년 10월 4일 EPEX - 불안의 서 Chapter 2. Can We Surrender?
- 2023년 10월 16일 이석훈 - 무제(無題)
- 2023년 12월 22일 윤하 - [Digital Single] 기다리다
- 2024년 1월 24일 CIX - [Digital Single] 0 or 1
- 2024년 2월 5일 EPEX - [Digital Single] 졸업식[41]
- 2024년 3월 24일 이석훈 - 멱살 한번 잡힙시다 OST Part.2
- 2024년 4월 9일 EPEX - 소화(韶華) 1장 : 청춘 시절
- 2024년 6월 10일 시그니처 - Sweetie But Saltie
- 2024년 9월 1일 윤하 - Growth Theory[42]
- 2024년 10월 14일 EPEX - [Digital Single] My Girl[43]
- 2024년 11월 5일 EPEX - 소화(韶華) 2장 : 청춘 결핍
- 2024년 11월 14일 윤하 - GROWTH THEORY : Final Edition
- 2025년 1월 23일 CIX - THUNDER FEVER
- 2025년 5월 6일 EPEX - [Digital Single] So Nice[44]
- 2025년 7월 21일 EPEX - [Digital Single] 피카소[45]
- 2025년 7월 28일 EPEX - 소화(韶華) 3장 : 낭만 청춘
- 2025년 8월 26일 이석훈 - 새로, 쓰임
- 2025년 9월 8일 CIX - 'GO' Chapter 1 : GO Together
- 2026년 ?월 ?일 NAZE - 미정